# Grote brand van Valparaíso
De Grote brand van Valparaíso (Spaans: Gran Incendio de Valparaíso) startte op 12 april 2014 als een natuurbrand in de heuvels rond de stad, maar breidde zich uit naar de stad, waarvan de historische wijk op de Werelderfgoedlijst van de UNESCO staat. Minstens 2500 woningen zijn door het vuur verwoest en meer dan 11.000 mensen waren dakloos na afloop van de brand.

## Oorzaak
De oorzaak van de brand is onbekend en wordt onderzocht door de autoriteiten. Volgens een van de theorieën zou de brand ontstaan zijn doordat hoogspanningskabels in contact zouden zijn gekomen met vogels, waarvan de verbrande karkassen op de droge ondergrond zouden gevallen zijn. Er werd ook geopperd dat de oorzaak zou kunnen liggen bij het illegaal verbranden van huisvuil in de heuvels rond de stad.
Volgens de noodsituatiedienst ONEMI (Oficina Nacional de Emergencia del Ministerio del Interior) gaat het om brandstichting. Het hoofd van de ONEMI gaat ervan uit dat de brand door menselijk toedoen is ontstaan.

## Ontwikkeling

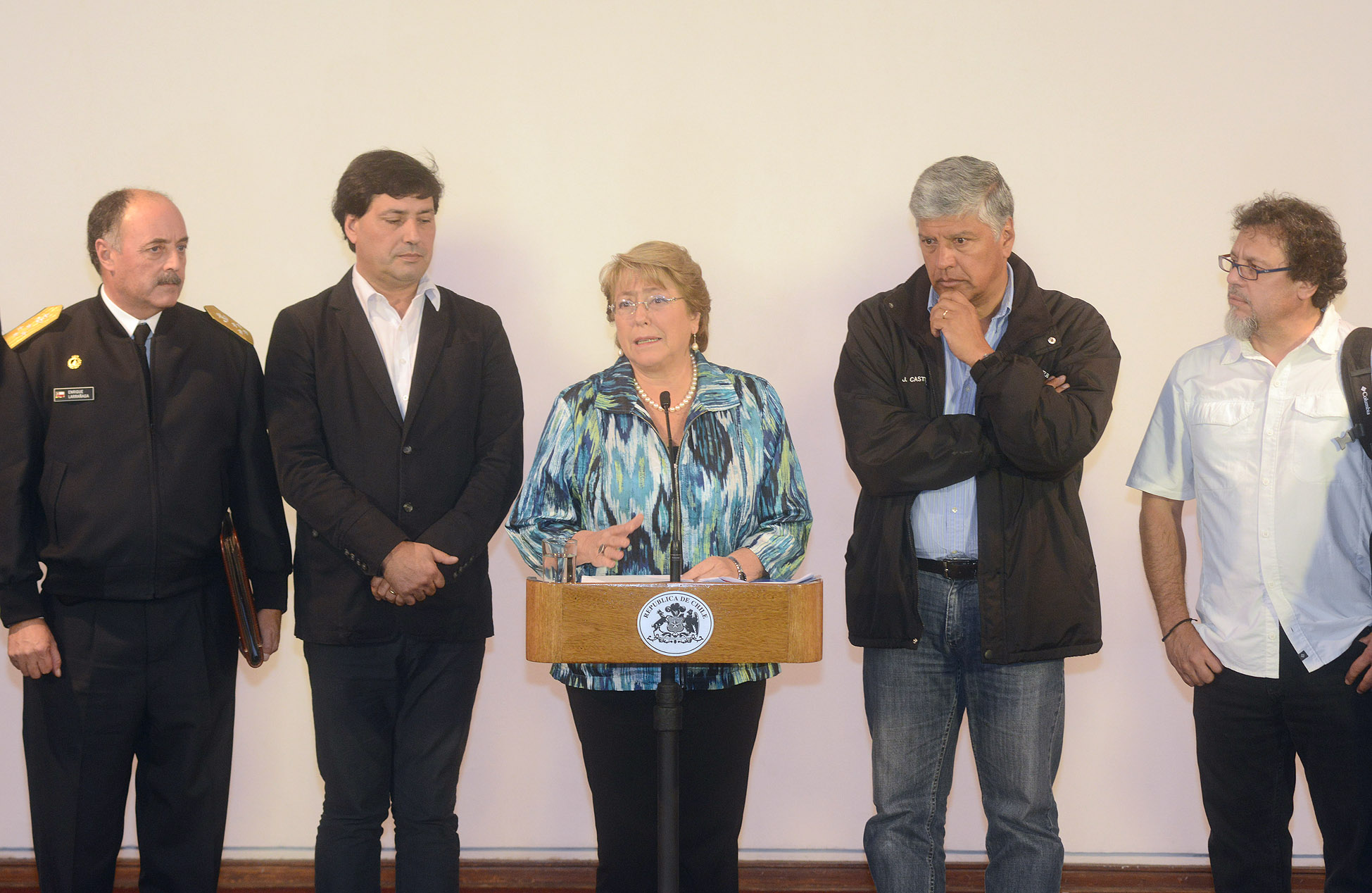
President Bachelet tijdens een persconferentie over de stadsbrand.

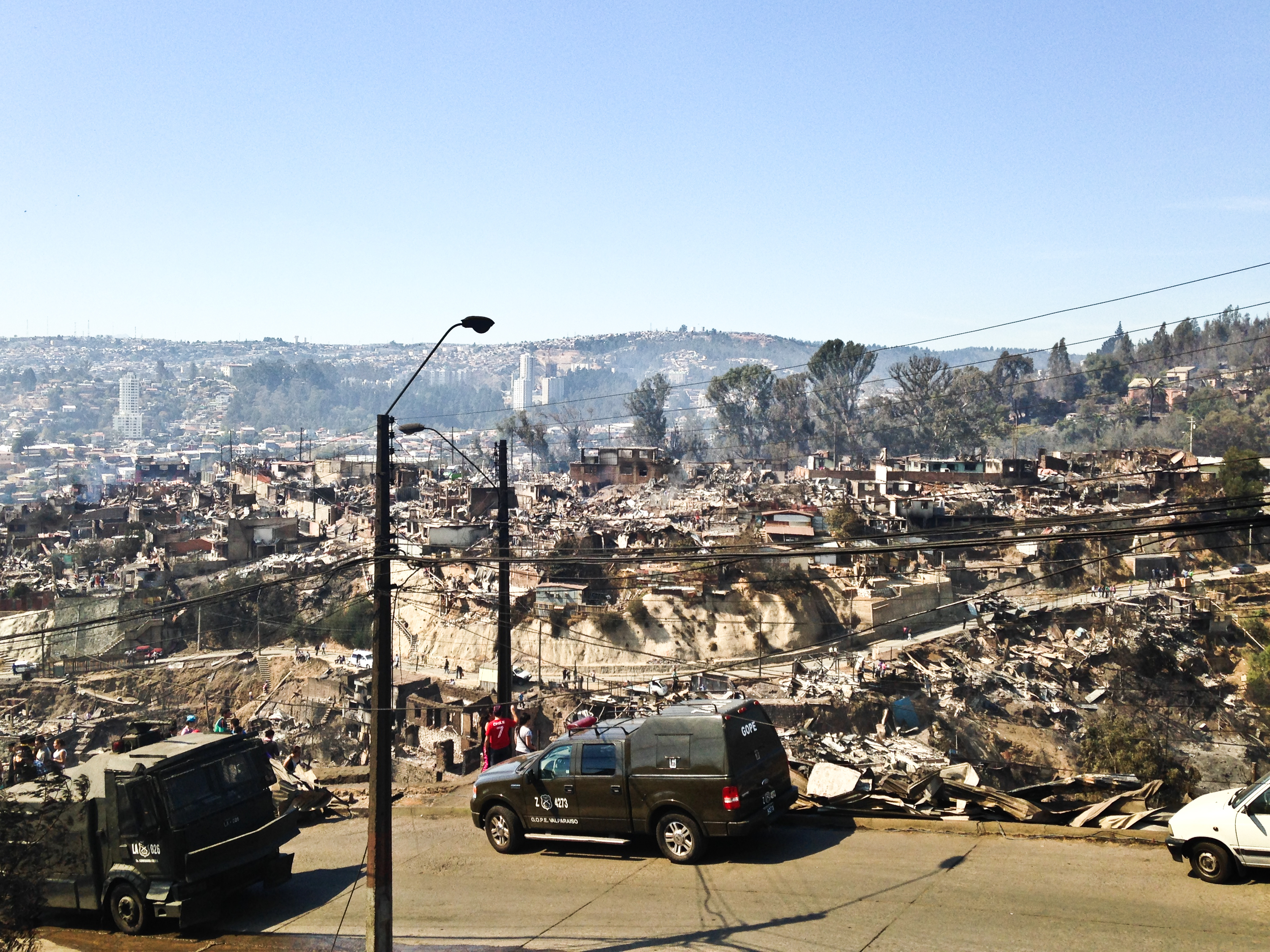
Een van de heuvels na de brand, op 13 april 2014.

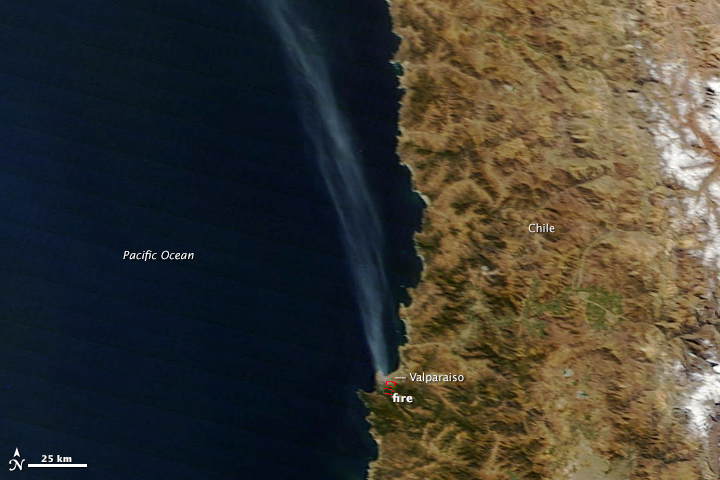
Satellietbeeld van de stadsbrand op 13 april 2014.

De brand startte in de avond van 12 april in de heuvels rondom de stad als een natuurbrand, en legde die dag al minstens 500 huizen in de hoger gelegen delen van de stad in de as. Door de wind breidde het vuur zich uit in de richting van de kustplaatsen Viña del Mar en Valparaíso. Op 13 april werden meer dan 10.000 mensen, onder wie 2000 gevangenen, geëvacueerd. In verschillende wijken was er geen drinkwater en elektriciteit meer. Op die dag werd ook voor het eerst melding gemaakt van dodelijke slachtoffers. President Michelle Bachelet noemde de brand een grote tragedie en waarschuwde dat het dodental kon oplopen, omdat hulpverleners nog niet alle ravage hadden doorzocht. De regering kondigde de noodtoestand af en riep de stad uit tot rampgebied.
Het blussen van de brand werd bemoeilijkt door het feit dat de huizen van hout zijn, dicht op elkaar staan en op steile hellingen zijn gebouwd. Bovendien zijn er veel illegaal gebouwde huizen zonder wateraansluiting. Ook de harde wind maakte het voor de brandweer moeilijk om de brand te beheersen. Hoewel aanvankelijk gedacht werd dat de brand onder controle was, ontstonden door de wind drie nieuwe brandhaarden ten zuiden van de stad. Meer dan duizend brandweerlieden, bijgestaan door helikopters en blusvliegtuigen, werden ingezet. Zij kregen steun van het leger, dat de orde moest bewaren, plunderingen moest voorkomen en hielp bij de evacuaties.
Op 15 april meldde de brandweer dat de brand onder controle was, maar dat het zeker nog meerdere dagen zou duren voor alle brandhaarden gedoofd zijn en alles veilig is.
President Bachelet heeft beloofd om de havenstad te herbouwen. Zij wil ook vermijden dat er nog gebouwd wordt op de heuvels, omdat deze niet beschermd kunnen worden tegen natuurrampen. Dit betekent dat de mensen die een huis op de hellingen hadden, elders een nieuw huis zullen moeten bouwen. Planologen raden aan om de veiligheid bij de heropbouw voorop te stellen door de infrastructuur te verbeteren en de wegen te verbreden. Aan de andere kant vrezen sommigen dat de rijke cultuur van de stad zou kunnen geschaad worden.

## Internationale reacties
- De Unesco heeft Chili hulp beloofd. Zij wil het mogelijke doen om de historische wijk van Valparaíso te beschermen.[15] De wijk staat op de Werelderfgoedlijst omdat zij een belangrijk voorbeeld is van laat-19de-eeuwse stadsontwikkeling in Latijns-Amerika. De stad heeft zich aangepast aan de heuvelachtige ligging en heeft vroege industriële infrastructuur weten te behouden.[16]
- De Chileense overheid vroeg steun aan Argentinië bij het bestrijden van de brand, omdat de Chileense blusvliegtuigen niet alle getroffen gebieden konden beslaan. Argentinië stelde vervolgens werkteams, witte helmen en blusvliegtuigen ter beschikking.[17]